# Memeloffensief
Het Memeloffensief (Russisch: Мемельская операция) was een aanvalsoperatie van het Rode Leger en vond plaats aan het noordelijk oostfront tijdens de Tweede Wereldoorlog. De operatie was een onderdeel van de Baltische operatie. De strijd begon toen het Rode Leger begin oktober 1944 zijn offensief lanceerde richting de Baltische kust. Het offensief slaagde door de troepen van Heeresgruppe Nord en Mitte van elkaar te scheiden. Verder dreef de operatie de resterende Duitse strijdkrachten in een klein bruggenhoofd rond Memel en zijn haven. Dit bruggenhoofd werd door de Duitsers pas in januari 1945 opgegeven.

## Geschiedenis
Tijdens het Sovjetoffensief in Wit-Rusland (Operatie Bagration) van juni tot augustus 1944 werd de Duitse Heeresgruppe Mitte bijna volledig vernietigd en verdreven uit wat nu Wit-Rusland is, het grootste deel van wat nu Litouwen is en een groot deel van Polen. In augustus en september 1944 slaagde een reeks Duitse tegenoffensieven - Operaties Doppelkopf en Caesar - erin de Sovjetopmars in de Baltische staten voorlopig te stoppen en de verbinding tussen Heeresgruppe Mitte en Nord te herstellen. Het Stavka bereidde vervolgens een nieuwe aanval voor door het 1e Baltische Front tegen de stellingen van het 3e Pantserleger, gericht op de Baltische kust en Memel en deze was bedoeld om de twee Duitse legergroepen weer te splitsen.

## Plannen
De commandant van het 1e Baltische Front, generaal Ivan Bagramjan, besloot de belangrijkste Sovjetaanval ten noordwesten van Šiauliai te leiden met de troepen van het 6e Gardeleger en het 43e Leger, waarna het 5e Garde Tankleger de leiding zou overnemen en naar de kust bij Memel zou oprukken. In totaal 35 van de 57 fuselierdivisies van het front en 777 (van de 1323) tanks en gemotoriseerde kanonnen waren beschikbaar voor de aanval. Alle artillerie van het front was geconcentreerd in een 19 kilometer breed stuk waar de doorbraak moest worden bereikt, waardoor een dichtheid van 50 tanks en 200 kanonnen per kilometer front kon worden bereikt. De bedoeling van de Memel operatie was om het Duitse 3e Pantserleger te vernietigen, de linie Polangen - Memel – Neman tot Tilsit te bereiken en de Duitsers naar de kust van de Oostzee te duwen. Een gelijktijdige opmars vanuit de regio ten zuidwesten van Šiauliai werd uitgevoerd door het 2e Gardeleger en het 1e Tankkorps, die in de richting van Kelmė zou gaan. In de tweede linie stonden het 51e Leger en nog een additioneel fulesierkorps gereed, terwijl het 3e Garde Gemechaniseerde Korps ook beschikbaar was als reserve. Op bevel van de commandant van het 3e Wit-Russische Front, generaal Ivan D. Tsjernjachovksi, zou het 39e leger, in samenwerking met het 2e Gardeleger, op weg naar Tauragė (Duits: Tauroggen) oprukken en de vijandelijke groep ten oosten van deze stad omsingelen. De acties van het 39e Leger werden ondersteund door strijdkrachten van het 1e Luchtleger (kolonel-generaal Timofei T. Chrjoekin) van het 3e Wit-Russische Front. Bagramjan probeerde ook het Duitse opperbevel te misleiden door de indruk te wekken dat de Sovjet-hoofdaanvalsas op Riga was gericht en nam verdere maatregelen om ervoor te zorgen dat zich aan Duitse zijde geen overeenkomstige reserveconcentraties konden vormen.

## Slagorde

### Rode Leger

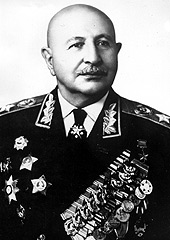
Ivan Bagramjan

1e Baltische Front (generaal Ivan Bagramjan)
- Vierde Stoottroepenleger (luitenant-generaal Pjotr F. Malysjev)
- 6e Gardeleger (kolonel-generaal Ivan M. Tsjistjakov)
- 51e Leger (luitenant-generaal Jakov G. Krejzer)
- 5e Garde Tankleger (luitenant-generaal Vasili T. Volski)
- 43e Leger (luitenant-generaal Afanasi P. Beloborodov)
- 2e Gardeleger (luitenant-generaal Porfiry G. Chanchibadze)

Van het 3e Wit-Russische Front (generaal Ivan D. Tsjernjachovksi)
- 39e leger (luitenant-generaal Ivan I. Ljoednikov)

### Duitse Wehrmacht
Noordvleugel van het 3e Pantserleger (Generaloberst Erhard Raus)
- 28e Legerkorps (General der Infanterie Hans Gollnick)
- 11e Legerkorps (General der Infanterie Rolf Wuthmann)
- 40e Pantserkorps (General der Panzertruppe Sigfrid Henrici)

Diverse eenheden van de Kriegsmarine

## Het offensief
Op 5 oktober 1944 om 11:30 opende Bagramjan het offensief met een 20 minuten durende artilleriebeschieting op een 75 kilometer lang front en concentreerde hij zijn belangrijkste troepen in de sector van de relatief zwakke 551e Grenadierdivisie. De posities van deze divisie stortten snel in, ondanks de inzet van delen van de Pantsergrenadierdivisie Großdeutschland. Bagramjan leidde het 5e Garde Tankleger naar de doorbraaksector, waardoor de Sovjet-doorbraak al op de eerste dag tot een diepte van 16 kilometer reikte. De opmarsroute van het Sovjet 3e Garde Tankkorps leidde via Telsiai, Plunge en Kretinga naar Palanga, die van het 29e Tankkorps via Loekniki en Rietavas rechtstreeks naar Memel. Deze hoofdstoot door het 5e Garde Tankleger werd gevolgd in 2e echelon door het 51e Leger, dat zijn opmars naar de kust van Palanga begon.
Tijdens de gevechten tot 7 oktober voltrok zich een algemene ineenstorting van de posities van het Duitse 3e Pantserleger en volgde de penetratie van het 43e Leger ten zuiden van Memel. Binnen twee dagen hadden de troepen van Beloborodov de kust ten zuiden van Memel bereikt, terwijl het 5e Garde Tankleger vanuit het noorden de stad omcirkelden. Het hoofdkwartier van het Duitse 3e Pantserleger werd overlopen door eenheden van het 5e Garde Tankleger, Generaloberst Raus en zijn staf moesten zich een weg terug naar Memel vechten. De troepen van het 2e Gardeleger bereikten ook de Oostzee bij Heydekrug, en de Sovjet-opmars op 10 oktober via de Minija (Minge) naar Memel bracht de verovering van Prökuls. In het zuiden rukte tegelijkertijd de noordflank van het 3e Wit-Russische Front richting Tilsit op.
De commandant van de naburige legergroep, Ferdinand Schoerner, kondigde op 9 oktober aan dat hij een aanval zou ondernemen om Memel te bevrijden als zijn legergroep kon worden ontlast door Riga te evacueren. Een beslissing hierover werd uitgesteld, maar de Kriegsmarine kon intussen het grootste deel van het garnizoen en enkele burgers uit de haven evacueren. Het Duitse 28e Legerkorps onder Gollnick hield een verdedigingslinie rond de stad in een halve cirkel. De Gollnick-groep in Memel was uit de 58e Infanteriedivisie, de 7e Pantserdivisie en de Divisie Großdeutschland samengesteld.
Het succes van het offensief in de noordelijke sector moedigde de Stavka aan om toestemming te geven aan het 3e Wit-Russische Front, dat verder naar het zuiden opereerde, om het grondgebied van Oost-Pruisen binnen te dringen. Dit offensief, de Operatie Gumbinnen-Goldap, stuitte op sterke Duitse tegenstand en werd binnen enkele dagen gestopt.

## Het beleg
Het tot stilstand komen van het offensief bij Gumbinnen betekende dat de Sovjetstrijdkrachten (voornamelijk het 43e Leger) moesten besluiten de Duitse troepen die zich in het Memelbruggenhoofd hadden verschanst, te blokkeren. De Duitse troepen daar (de bovengenoemde drie divisies) werden ondersteund door versterkte stellingen, het artillerievuur van verschillende oorlogsschepen in de Oostzee en waren door een nauwe verbinding over de Koerse Schoorwal (Duits: Kurische Nehrung) verbonden met de Duitse troepen in Oost-Pruisen.
De blokkade van het Memel bruggenhoofd door Sovjettroepen werd gehandhaafd tot eind januari 1945. Gedurende deze tijd werden de overgebleven burgers die naar de stad waren gevlucht en de gewonden over zee geëvacueerd. Gedurende deze tijd werden de 7e Pantserdivisie en de Pantsergrenadierdivisie Großdeutschland, die beide zware verliezen hadden geleden, vervangen door de 95e Infanteriedivisie, die over zee arriveerde.
De stad Memel werd uiteindelijk op 28 januari 1945 opgegeven. Het Sovjetsucces in het Oost-Pruisenoffensief offensief in het zuiden maakte de positie van het bruggenhoofd onhoudbaar. De resterende troepen van de 95e en 58e Infanteriedivisies werden geëvacueerd over de Koerse Schoorwal.